# Vall de Rius
La Vall de Rius és una vall d'origen glacial situada al nord dels Pirineus axials, amb una orientació est-oest. Està inclosa a la zona perifèrica del Parc Nacional d'Aigüestortes i Estany de Sant Maurici i es troba al sud de la Vall d'Aran, al terme municipal de Naut Aran. Forma part de la capçalera de la vall de Valarties.

## Geografia
A la capçalera de la vall hi ha el Lac de Rius, naixement del riu Ribèra de Rius, el qual desaigua al riu Valarties. La vall descendeix de forma homogènia d'oest a est, excepte en la part intermèdia, on el pendent es modera i forma planúries com les Basses de Rius i el Plan de Rius. Després torna el pendent fins al Plan de Nera, a la base de la vall.
La Vall de Rius està limitada pels següents accidents orogràfics:

### Límit septentrional (N)
La Sèrra de Rius forma el límit nord en tota l'extensió de la vall. La cresta de la serra es manté entre els 2.420 i els 2.635 metres d'altitud, per descendir quan s'apropa al Plan de Nera, en el seu extrem oriental. El vessant de la serra es caracteritza per unes tarteres amb una forta inclinació, indret que es coneix com les Pales de Rius.

### Límit oriental (E)
El límit oriental és estret, i està ocupat pel Plan de Nera, el qual es troba a una altura de 1.413 metres. Es una planura on el riu Ribèra de Rius s'uneix amb el riu Rencules per formar el riu Valarties. El Plan de Nera és el límit on els vehicles particulars poden accedir-hi, havent-hi un aparcament per deixar el cotxe.

### Límit meridional (S)
Presenta un relleu més irregular que no el del vessant oposat, i en ell es troben les següents muntanyes:
- Ombrer deth Montardo, una pala amb forta pendent situada al vessant nord d'aquest cim.
- Pales dera Restanca. Formen els contraforts de les Agulles del Montardo i del Montardo mateix. Des del cim del Montardo s'observa una panoràmica molt bona de la vall de Rius. A l'hivern, les Pales de Restanca presenten risc d'allau.
- Arraspes de Rius, un pendent amb forta inclinació que és coronada per les Agulles del Tossau de Mar, conjunt d'agulles situades perpendicularment al sentit de la carena i amb una altitud que arriba al 2.640,6 metres, i pel cim del Tossau de Mar, pic que amb 2.739 metres és el més alt de la vall.
- Circ de Rius. Petit circ obert a nord situat als peus del Tossau de Mar.
- Grinches de Tort. Pales amb forta pendent que culminen en una carena rocosa.

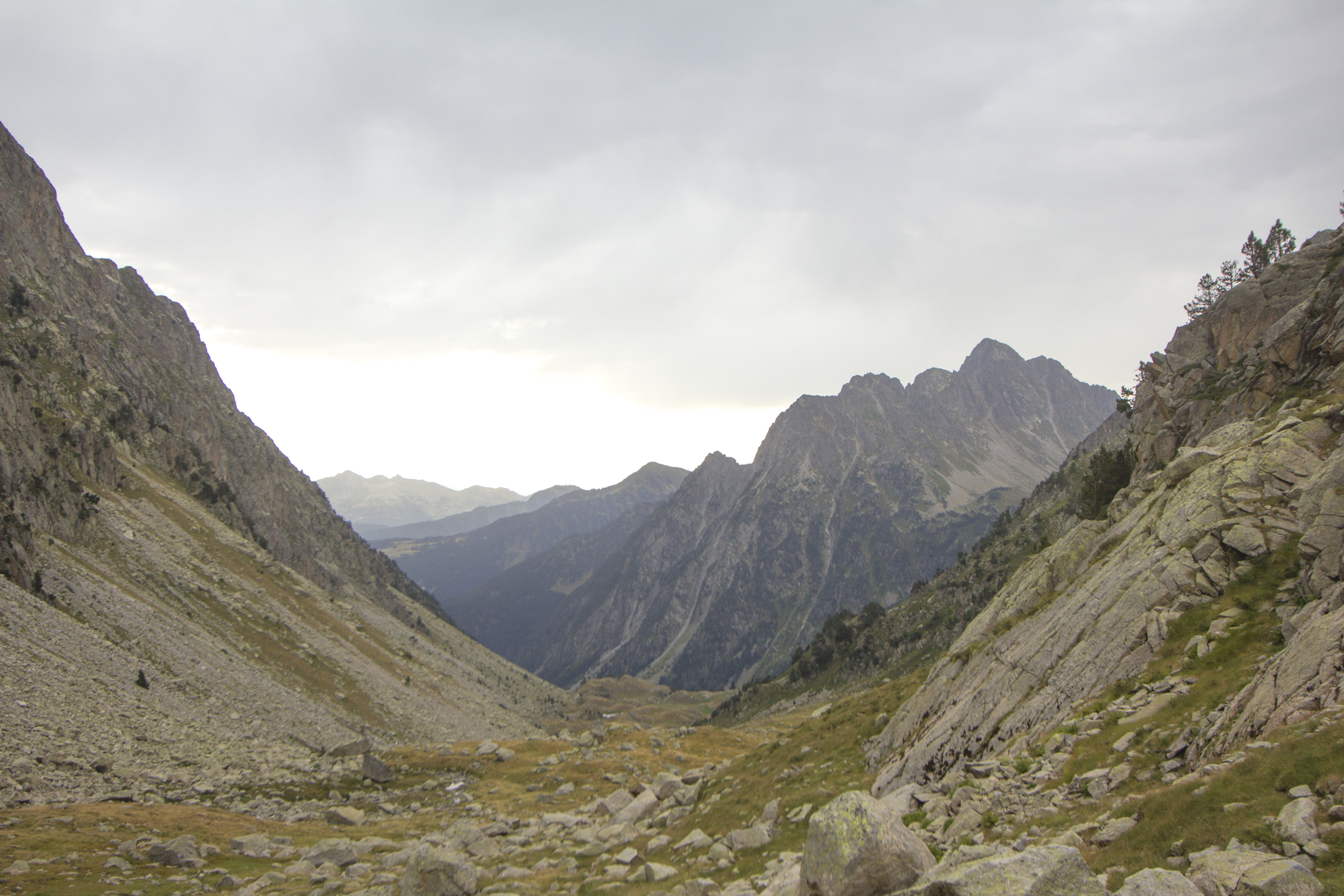
Vall de Rius, amb el Montardo a la dreta

### Límit occidental (O)
- Lac de Rius, situat a 2.328 metres d'altitud.[1] En el vessant Est de l'estany una petita construcció, la Barraca de Rius, dona accés a la regulació de la canonada que comunica l'estany Tòrt de Rius amb l'estany de Mar. Una inscripció indica l'empresa constructora (Sociedad Productora de Fuerzas Motrices) i l'any en el que es va calar l'estany de Rius (1948). L'aigua alimenta la central d'Arties.
- Port de Rius (2.344 metres).[1] Enllaça la vall de Rius a ponent amb la part alta de la vall de Conangles, ja a la conca del Noguera Ribagorçana.

## Senderisme
La vall de Rius és la via de comunicació natural entre el refugi de Conangles i el de Restanca. El sender GR-11 travessa la vall en tota la seva longitud, des del Port de Rius a l'oest fins al Plan de Nera a l'est. En el Plan de Rius, a 1.958 metres d'altitud, el sender es bifurca cap a la dreta per anar al refugi de la Restanca, a 2.010 metres d'altitud.

## Búnquers
En la immediata postguerra civil es van construir dos búnquers de ciment prop del Port de Rius perquè l'exercit espanyol en fes ús en la seva lluita contra el maquis, la resistència antifranquista.